# South Park
Ne doit pas être confondu avec South Pars.
Pour les articles homonymes, voir South Park (homonymie).
Production
Diffusion
South Park (prononcé : [saʊθ pɑːɹk]) est une série d'animation américaine pour adultes créée et écrite par Trey Parker et Matt Stone, diffusée depuis le 13 août 1997 sur Comedy Central.
La série met en scène les aventures de quatre enfants d'école primaire : Stan Marsh, Kyle Broflovski, Eric Cartman et Kenny McCormick qui vivent à South Park, petite ville du Colorado. Son humour se veut absurde, parodique, sarcastique, graveleux et scatologique, et elle est souvent une critique et une satire de la société américaine. Mais c'est bien son ton très provocateur et ses dialogues souvent grossiers qui la distinguent dans le paysage audiovisuel. Depuis ses débuts, ses auteurs bénéficient d'une très grande liberté assez rare pour une série sur le câble américain.
Bien que controversée, la série est récompensée à de nombreuses reprises, notamment par cinq Emmy Awards, ainsi qu'un Peabody Award. La popularité de la série aboutit, deux ans après ses débuts, à la création du long métrage South Park, le film.
Le 5 août 2021, la série est renouvelée jusqu'en 2027 jusqu’à la saison 30, et quatorze téléfilms produits exclusivement pour la plateforme Paramount+ sont prévus.

## Origines

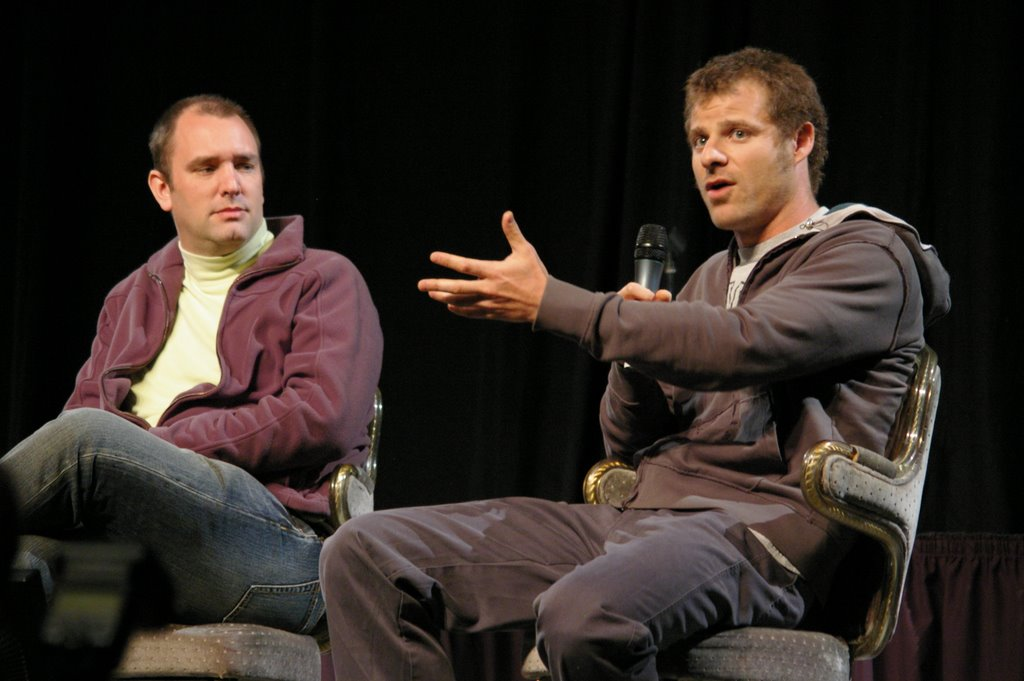
Les créateurs de South Park, Trey Parker (à gauche) et Matt Stone (à droite), continuent de travailler sur l'écriture, la direction et le doublage de l'émission.

Les origines de South Park remontent à 1992, lorsque Trey Parker et Matt Stone, alors étudiants à l'Université du Colorado, ont tourné un court-métrage sur le thème de Noël, intitulé Jesus vs Santa. Le budget étant maigre, le court-métrage Jesus vs Frosty est fait assez grossièrement ; mais on peut y reconnaître les prototypes des personnages principaux de South Park. Le directeur général de la Fox Broadcasting Company (FOX), Brian Graden, voit le film en 1995. Il contacte Parker et Stone pour leur demander de créer un deuxième court-métrage qu'il pourrait envoyer comme carte de Noël à des amis. Intitulé The Spirit of Christmas, connu sous le titre Jesus vs Santa, le court-métrage semble être plus fidèle à l'esprit qu'a ensuite la série. Populaire, la vidéo est alors largement diffusée, à la fois à l'aide de copies et d'Internet.
Après que les courts-métrages commencent à être perçus comme des concepts de séries télévisées potentielles, Parker et Stone développent leur univers, centré sur la ville de South Park avec les personnages de leur premier court-métrage. La FOX refuse de produire la série, ne voulant pas diffuser un programme incluant le personnage M. Hankey, une crotte parlante. Les auteurs engagent alors des discussions avec MTV et Comedy Central. Parker préfère que la série soit diffusée par Comedy Central, craignant que MTV veuille en faire une émission pour enfants. Lorsque le président de la chaîne, Doug Herzog, voit le court-métrage, il demande qu'il donne lieu à une série,. Parker et Stone rassemblent une petite équipe et passent trois mois à créer Cartman a une sonde anale.
Cartman a une sonde anale n'a pas de bons résultats d'audience, les cadres de Comedy Central ne sont pas convaincus d'acheter la saison. Toutefois, à l'instar des courts-métrages de L'Esprit de Noël, ce premier épisode est très apprécié sur Internet ; Parker et Stone ont alors une deuxième chance avec un deuxième épisode à écrire. Le duo écrit Muscle Plus 4000 dont le script plaît à la chaîne qui décide de s'engager pour une première saison, sous la pression exercée par Parker et Stone : les deux auteurs annoncent qu'ils n'écriront plus pour la chaîne si Comedy Central ne signe pas une saison d'au moins six épisodes.

## Production
Excepté l'épisode pilote, réalisé grâce à l'animation en volume, tous les épisodes de South Park sont créés avec l'aide de logiciels. Chaque épisode de South Park prend nettement moins de temps que le premier épisode, dont la réalisation nécessite trois mois, ou même la plupart des séries télévisées animées, qui sont traditionnellement dessinées à la main par les entreprises sud-coréennes dans un processus qui prend environ huit à neuf mois,. Utilisant comme méthode d'animation des logiciels informatiques, l'équipe de production de l'émission produit un épisode en environ trois semaines durant les premières saisons. En 2013, l'équipe comporte environ 70 personnes, les épisodes sont en moyenne terminés en une semaine,,, certains sont même bouclés en trois à quatre jours,,. Presque toute la production d'un épisode est réalisée au sein d'un ensemble de bureaux, qui étaient à l'origine dans un complexe à Westwood, et font désormais partie de South Park Studios à Culver City,. Parker et Stone sont les producteurs délégués depuis toujours, tandis qu'Anne Garefino sert de coproductrice durant la fin de la saison 1. Debbie Liebling, directrice générale adjointe de la 20th Century Fox, est également productrice exécutive durant les cinq premières saisons, afin de coordonner la production de l'émission entre South Park Studios et le siège de Comedy Central à New York,.
Les scripts ne sont pas écrits avant le commencement de chaque saison. La production d'un épisode commence chaque jeudi avec les scénaristes, dont Pam Brady et Nancy Pimental, qui cherchent des idées aux côtés de Parker et Stone. Le producteur et scénariste Norman Lear, un modèle pour Parker et Stone, est sollicité comme scénariste pour la saison 7 (2003), dans les épisodes Déprogrammé et Plutôt du genre country,,. Pour les saisons 12 et 13, Bill Hader travaille comme coproducteur et consultant en création,,.
Une fois le scénario élaboré, Parker écrit un script, puis l'équipe d'animation, les monteurs, les techniciens et les ingénieurs du son travaillent environ 100 à 120 heures la semaine suivante. Depuis la saison 4, Parker prend en charge la majorité des fonctions directoriales, alors que Stone renonce à sa part de responsabilités directoriales afin de se concentrer sur la production,. Le vendredi, l'épisode finalisé est envoyé à Comedy Central via satellite, parfois quelques heures avant son heure de diffusion à 22 h (HEC),.
Parker et Stone déclarent que se soumettre à un délai d'une semaine entraîne plus de spontanéité dans la création, dont ils sentent les résultats dans leur série. Ce planning permet à South Park de traiter des sujets d'actualité plus rapidement que d'autres séries animées, ; comme exemple de ce procédé, l'épisode Quintuplés contorsionnistes (saison 4, 2000), ayant des références au raid de l'US Border Patrol dans une maison dans l'affaire Elián González, un événement datant de seulement quatre jours avant la diffusion de l'épisode. L'épisode Potes pour la vie (saison 9, 2005) fait référence à l'affaire Terri Schiavo,, il est diffusé en pleine polémique, moins de 12 heures avant la mort de Schiavo,. L'épisode À propos d'hier soir… (saison 12, 2008) traite de la victoire de Barack Obama à l'élection présidentielle américaine de 2008, diffusé moins de 24 heures après les résultats, et reprend des passages du discours d'Obama.

### Animation
Le style d'animation de la série est inspiré du dessin animé en papier découpé de Terry Gilliam pour le Monty Python's Flying Circus, émission que Parker et Stone adoraient,. L'épisode pilote utilise la technique du stop motion avec du papier découpé. Les épisodes suivants sont produits grâce à l'animation par ordinateur, donnant un résultat semblable à l'original en beaucoup moins de temps. Les personnages et les objets sont faits de figures géométriques basiques et de couleurs primaires. La plupart des enfants font la même taille et la même forme, ils se distinguent par leurs vêtements et leurs cheveux. Les personnages sont souvent en deux dimensions et d'un seul angle de vue. Leurs mouvements sont animés de manière saccadée intentionnellement, car le contraire ne serait pas faisable en papier découpé, rendant la chose plus réaliste,,. Occasionnellement, certaines personnalités publiques sont représentées avec une vraie photo à la place du visage. Les Canadiens de l'émission sont représentés d'une manière beaucoup plus minimaliste, avec des yeux globuleux et la moitié supérieure de leurs têtes se rabattant sur la partie inférieure lorsqu'ils parlent. Lorsque la série commence à utiliser des ordinateurs, les découpages en carton sont scannés et redessinés avec CorelDraw, importés dans PowerAnimator, puis animés avec des stations de travail SGI. Les stations de travail étaient connectées à une ferme de rendu de 54 processeurs qui pouvait réaliser de 10 à 15 plans par heure. Depuis la saison 5, la série est animée par Maya à la place de PowerAnimator. Le studio possède maintenant[Quand ?] une ferme de rendu de 120 processeurs pouvant réaliser plus de 30 plans par heure[réf. nécessaire].
Quelques épisodes comportent des prises de vue réelles. L'épisode Les Armes, c'est rigolo (saison 8, 2004) est réalisé dans le style d'un anime et l'épisode Make Love, Not Warcraft (saison 10, 2006) est en partie en machinima. L'épisode Planète Gros Nibards (saison 12, 2008), qui est un hommage au film Métal hurlant, utilise la technique de la rotoscopie. Depuis la saison 13, la série est diffusée en haute définition et en format écran large, et la saison 12 est sortie en haute définition en format disque Blu-ray.

### Musique

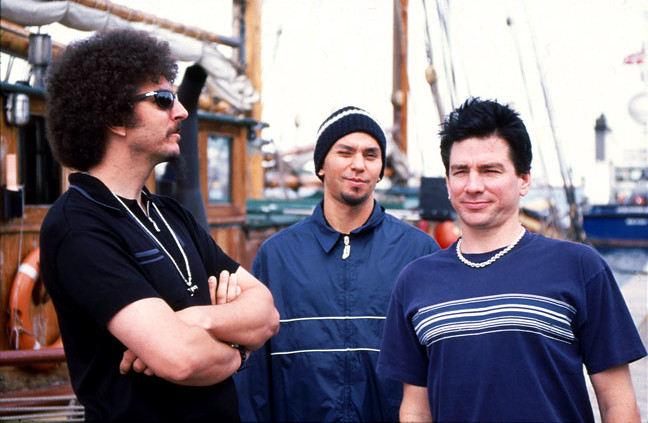
Le groupe Primus joue la musique du générique de South Park.

Parker explique que l'utilisation fréquente de musiques est d'une importance capitale pour South Park. Plusieurs personnages ont pour habitude de chanter afin de changer ou d'influencer le comportement d'un groupe ou d'éduquer, de motiver ou d'endoctriner les autres. La série présente fréquemment des scènes durant lesquelles les personnages réagissent à certains musiciens populaires.
Adam Berry, le compositeur de la musique d'origine, utilise un synthétiseur pour simuler un petit orchestre. Berry utilise également la guitare acoustique et la mandoline comme leitmotiv,. Après le départ de Berry en 2001, Jamie Dunlap et Scott Nickoley, des Mad City Production Studios, font la musique pour les sept saisons suivantes. Depuis 2008, Dunlap est crédité comme l'unique compositeur.
Chef chante souvent pour apprendre quelque chose aux enfants, des chansons composées par Parker et chantées par Isaac Hayes avec la même sensualité qu'on peut retrouver dans les chansons de R&B, genre musical qu'il utilisait dans sa carrière d'artiste. Le groupe DVDA, dont Parker et Stone sont membres, accompagnent la chanson. Rick James, Elton John, Meat Loaf, Joe Strummer, Ozzy Osbourne, Primus, Rancid et Ween ont été invités comme guest stars dans l'épisode Chef Aid. Le groupe Korn joue Falling Away from Me en tant que guest star dans l'épisode Korn et le mystère mystérieux des pirates fantômes (saison 3, 1999).
La musique du générique de South Park est jouée par le groupe Primus, tandis que les paroles sont en partie chantées par le leader du groupe Les Claypool, ainsi que par les enfants de la série. Les paroles de Kenny changent parfois d'une saison à l'autre. Les paroles de Kenny, bien que quasiment inaudibles, à l'image de l'essentiel des interventions de ce dernier dans la série, sont particulièrement vulgaires et scabreuses. La musique du générique était à la base plus lente, mais elle a été accélérée pour convenir à l’émission, tandis qu'une version instrumentale de la musique originale est généralement jouée lors des crédits. La mélodie est similaire à celle de la chanson Coddingtown, sur Brown Album, album de Primus. La musique du générique a été remixée à trois reprises, dont un remix de Paul Robb. En 2006, le générique a été remixé avec la chanson Whamola de Les Claypool, de l'album Purple Onion.

### Fiche technique
Sauf indication contraire, les informations mentionnées dans cette section peuvent être confirmées par la base de données cinématographiques IMDb,  présente dans la section « Liens externes ».
- Titre original et français : South Park
- Création : Trey Parker, Matt Stone
- Scénario : Trey Parker, Matt Stone, Brian Graden
- Production : Trey Parker, Matt Stone, Brian Graden, Deborah Liebling, Frank C. Agnone II, Bruce Howell, Anne Garefino, Vernon Chatman, Eric Stough, Bruce Howell, Adrien Beard, Jack Shih
- Société de production :Celluloid Studios (1997), Braniff Productions (1997-2006), Parker-Stone Productions (2006–2007), South Park Studios (2007–present)
- Société de distribution : ViacomCBS Domestic Media Networks
- Musique : Les Claypool
- Pays d'origine :  États-Unis
- Langue originale : Anglais
- Durée : 22 minutes
- Format : 
  - Image : NTSC (1997-2008), HDTV 1080i (depuis 2009)
  - Audio : Dolby Surround 2.0 (saison 1 à 11) Dolby Digital 5.0 (depuis la saison 12)
- Date de première diffusion : 13 août 1997  États-Unis, 17 juillet 1998  France
- Classification : Public adulte
  - Déconseillé aux moins de 12 ans[51]
  - Déconseillé aux moins de 16 ans[52]
  - Déconseillé aux moins de 18 ans[53]

## Distribution

### Version originale
Parker et Stone font la plupart des voix des personnages masculins,,. Mary Kay Bergman fait la voix de la plupart des personnages féminins jusqu'à son suicide, le 11 novembre 1999. Mona Marshall et Eliza Schneider succédèrent à Mary Kay Bergman. Eliza Schneider quitte la série a la saison 7, en 2003. Elle est remplacée par April Stewart. April Stewart et Mona Marshall continuent de faire la voix des personnages féminins depuis la saison 8. Mary Kay Bergman était créditée sous le pseudonyme de Shannen Cassidy afin de protéger sa réputation de voix de programmes pour enfants, notamment sur l'univers de Disney. April Stewart est créditée sous le nom de Gracie Lazar, tandis qu'Eliza Schneider l'est parfois sous son nom de scène Blue Girl.
Des membres de l'équipe de production prêtent également leur voix pour des personnages figurants, certains interprétant même des personnages secondaires, par exemple Jennifer Howell interprète Bebe Stevens, Adrien Beard interprète Token Black Vernon Chatman interprète Servietsky et John Hansen interprète M. Esclave. Les voix des nourrissons et des maternelles sont interprétées par les enfants de l'équipe de production. Isaac Hayes interprète le personnage de Chef. Il fut un des seuls adultes en qui les enfants avaient confiance,. Hayes accepte d'interpréter Chef car il paraissait être l'un des candidats idéaux aux côtés de Lou Rawls et Barry White. Ne pouvant pas quitter New York, Hayes enregistrait sa voix sur une Digital Audio Tape, les instructions lui étaient données au téléphone, puis la bande était expédiée à l'atelier de production de l'émission en Californie. Après le départ de Hayes de la série, début 2006, le personnage de Chef est tué dans Le Retour de Chef (saison 10, 2006).

#### Célébrités invitées
Beaucoup de célébrités apparaissent dans la série, certaines prêtant même leurs voix à leurs personnages. Parmi elles, Michael Buffer, Brent Musburger, Jay Leno, Robert Smith, et les groupes Radiohead et Korn,. Le duo comique Cheech & Chong interprète des personnages leur ressemblant dans l'épisode Tampons en cheveux de Cherokee (saison 4, 2000). Malcolm McDowell apparaît dans des séquences en prise de vue réelle comme le narrateur de l'épisode Pip (saison 4, 2000).
Jennifer Aniston, Richard Belzer, Natasha Henstridge, Norman Lear et Peter Serafinowicz interprètent des personnages ne les représentant pas. Dans les premières saisons, plusieurs célébrités prêtent leurs voix à la série. Pour plaisanter, Parker et Stone proposent des rôles mineurs à certaines, dont la plupart acceptent. George Clooney fait les aboiements de Sparky, le chien de Stan, dans l'épisode Une promenade complètement folle avec Al Super Gay (saison 1, 1997), Jay Leno fait les miaulements du chat de Cartman dans La mère de Cartman est une folle du cul (saison 1, 1997) et Henry Winkler fait les grognements du monstre dans La Ville au bord de l'éternité (saison 2, 1998). 

### Version française
L'adaptation française est de William Coryn.
La direction artistique est d'abord assurée par Gilbert Lévy, qui dirige les premières saisons et le film, puis Thierry Wermuth et enfin William Coryn.
La série fut doublée tout d'abord par l'Européenne de Doublage, puis par Sonodi, Deluxe Dubbing, Dubb4You, Dôme Productions, Lylo Post Production, et actuellement par Deluxe Media Paris.
Les comédiens sont :
- Thierry Wermuth : Stan Marsh, Randy Marsh, Gerald Broflovski, Terrence et Craig Tucker
- William Coryn : Kyle Broflovski, Kenny McCormick, Tweek Tweak, Clyde Donovan, Mickey Mouse, Scott Tenorman, Servietsky, Herbert Garrison (depuis la saison 13)
- Christophe Lemoine : Eric Cartman, Butters Stotch, Philippe, et Satan (depuis la saison 22)
- Marie-Laure Beneston : Wendy Testaburger, Liane Cartman, Sheila Broflovski, Shelley Marsh et la plupart des personnages féminins
- Henri Courseaux : Herbert Garrison, Père Maxi, Ned Gerblansky[note 1](saison 1 à 13)
- Jean-Michel Martial : Chef, Satan
- Gilbert Lévy : Chanson du générique, Jimmy Valmer, Jimbo Kern, M. Mackey, Stuart McCormick, Tolkien Black[74]
- Pierre-François Pistorio: Principal PC et Steve Jobs
- Éric Missoffe : M. Hankey
- Marie Tirmont : Princesse Kenny
- Alexis Tomassian : Michael Jackson, PewDiePie, Gordon Stolski
- Simon Koukissa : Blanket
- Georges Caudron : David Duchovny
- Marc Cassot : Malcolm McDowell
- Joëlle Guigui : Bart Simpson (première voix)
- Nathalie Bienaimé : Bart Simpson (deuxième voix)
- Kaycie Chase : Iggy Azalea
- Dorothée Pousséo : Cartman femelle
- Bruno Carna, Olivier Constantin, Mathieu Buscatto, Max Renaudin, Michel Papineschi, Pierre Laurent, Barbara Beretta, Laëtitia Coryn, Claude Lombard, Patrice Schreider, Meaghan Dendraël et Michel Dodane : voix additionnelles

La série en version française est laissée en suspens après la saison 14, TF1 Vidéo ne souhaitant pas financer le doublage mais elle reprend finalement en 2013. La saison 15 est adaptée en mai 2013, et diffusée en juin 2013. Quant à l’adaptation de la saison 16, elle s'achève en juin 2013. Le doublage de la saison 17 demeure incertaine, la chaîne de diffusion GameOne ayant choisi de diffuser la saison en VOST uniquement.
En juillet 2015, le doublage de la saison 17 fut enfin commandé et l'adaptation put ainsi débuter. La version française est diffusée sur Game One du lundi au vendredi à 22h30, à partir du 9 décembre 2015. L'adaptation de la saison 18 est toutefois en suspens. Fin juin 2017, William Coryn confirme sur Twitter que le doublage de la saison 18 est bouclé, et que celui des saisons 19 et 20 suivront. La saison 18 est diffusée en novembre 2017. Les saisons 19 et 20 sont diffusées successivement en janvier 2018. La version française de la saison 21 fut diffusée à l'automne 2018 tandis que celle de la saison 22 est diffusée en Février 2020.

### Version québécoise
- Xavier Dolan : Stan Marsh
- Sébastien René : Kyle Broflovski
- Nicholas Savard L'Herbier : Eric Cartman, Kenny McCormick
- Karine Vanasse : Wendy Testaburger
- Widemir Normil : Chef
- Alex Perron : Herbert Garrison, Big Gay Al
- Benoît Rousseau : Jimbo Kern
- Gilbert Lachance : Randy Marsh
- Manuel Tadros : Gerald Broflovski
- Johanne Léveillé : Mairesse McDaniels
- Louis-Georges Girard : Officier Barbrady
- Michèle Deslauriers : Veronica Crabtree

Adaptation des dialogues et des chansons : Benoît Rousseau
Direction de plateau : Johanne Garneau
Alors que la chaîne Télétoon diffuse la série avec le doublage français, la chaîne TQS, décide de commander un doublage québécois, en joual, pour le début de la série. Cette version québécoise sera diffusée dès le 3 septembre 2009. Dans ces épisodes, seuls les 5 premiers furent diffusés, en premier lieu. Cependant, le reste de la saison 1 sera diffusé en 2010. Quelques épisodes de la saison 2, doublés en québécois, seront diffusés en décembre 2012,. La version québécoise n'a pas reçu une bonne réception lors de sa sortie. Le public québécois était trop habitué à la version française, diffusée sur Télétoon.

## Personnages
La série met en scène les aventures de quatre enfants : Stan Marsh, Kyle Broflovski, Eric Cartman et Kenny McCormick. Ces enfants vivent dans la ville fictive de South Park, dans les montagnes Rocheuses du Colorado,. La série comporte de nombreux personnages secondaires, comme les élèves, les parents ou les résidents de South Park. Parmi les lieux récurrents figurent l'école primaire, l'arrêt de bus, de nombreuses maisons, les magasins et entreprises le long de la rue principale de la ville, tous basés sur des lieux similaires dans la ville de Fairplay, Colorado,.
Stan est considéré comme le monsieur Tout-le-monde du groupe. Kyle est le juif du groupe et sa représentation dans ce rôle est souvent traitée satiriquement. Stan est créé par Parker tandis que Kyle est créé par Stone. Stan et Kyle sont meilleurs amis, et leur amitié, se révélant être le reflet de l'amitié entre Parker et Stone, est un sujet récurrent dans la série. Cartman — qui est turbulent, odieux, manipulateur, raciste et obèse — est considéré comme un antagoniste qui s'avère être antisémite, donnant lieu à une rivalité avec Kyle,. Kenny, vivant dans une famille pauvre, porte la capuche de son anorak si serrée qu'elle couvre la majeure partie de son visage et brouille sa voix. Dans les cinq premières saisons, Kenny meurt dans la quasi-totalité des épisodes avant de revenir dans le suivant sans véritables explications. Chaque fois que Kenny McCormick meurt, la réplique de ses camarades est « Oh mon Dieu, ils ont tué Kenny ». Après cette réplique, ses camarades partent en laissant la dépouille de Kenny se faire dévorer par des souris. Kenny disparaît de la série dans la sixième saison en 2002, pour réapparaître dans le dernier épisode. Depuis, les morts de Kenny se sont raréfiées.
Durant les 3 premiers saisons, les enfants sont en CE2. Dans l'épisode CM1 (saison 4, 2000), ils se retrouvent en CM1, où ils sont restés depuis,. Les scénarios des épisodes font souvent de South Park le théâtre de drôles de situations, les garçons sont souvent la voix de la raison alors que ces situations causent la panique ou une réaction inappropriée des adultes, habituellement représentés comme irrationnels, crédules et sujets à la vocifération. Les garçons sont aussi souvent déroutés par le comportement contradictoire et hypocrite de leurs parents et des autres adultes, ils les perçoivent souvent comme ayant des opinions déformées sur la morale et la société,.

## Thèmes
Chaque épisode commence avec un disclaimer : « Tous les personnages et les événements de ce dessin animé, même ceux basés sur des faits réels, sont totalement fictifs. Les voix des personnes célèbres que vous pourriez entendre sont des imitations (pitoyables). Les dialogues de ce programme sont d'une parfaite vulgarité et pour cette raison il devrait être interdit à tout public,,. » South Park est le premier programme hebdomadaire à être évalué TV-MA aux États-Unis, donc réservé à un public adulte. La plupart des enfants de la série utilisent des insultes, souvent bipées (en version originale). L'utilisation de nombreuses insultes sert, pour Parker et Stone, à montrer comment les enfants parlent lorsqu'ils ne sont pas avec leurs parents,. La série utilise souvent le registre carnavalesque et absurde, de nombreux running gags,, de la violence,, du contenu à caractère sexuel,, des références de la culture populaire et des parodies de célébrités.
Les premiers épisodes sont basés sur la provocation et le burlesque. Même si la série se montre très vite satirique, elle accentue ce point progressivement, tout en conservant son humour pour rappeler au public adulte « comment c'était d'avoir huit ans. » Parker et Stone approfondissent d'autres personnages en leur donnant un rôle plus important dans certains épisodes, ils introduisent dans certains épisodes des sujets comme la religion, la politique, et de nombreux autres. Cela permet à l'émission de parodier les deux points de vue qu'on retrouve sur les sujets litigieux afin de tourner en dérision les progressistes et les conservateurs,,. Parker et Stone se disent impartiaux, leur but étant d’être drôle et de faire rire les gens,, tout en précisant qu'aucun sujet ne sera épargné,,,,.
La série a été bannie dans certains pays et certaines sociétés  en raison de l’homosexualité, d’insultes envers des religions et des pays, de caricatures des célébrités et des politiques.

## Épisodes
En 2012, Comedy Central signe un accord avec les créateurs prévoyant la production de cinq saisons supplémentaires, soit vingt saisons au total jusqu'en 2016.
Le 8 juillet 2015, Comedy Central renouvelle la série pour trois saisons supplémentaires, soit jusqu'en 2019. En décembre 2016, la série en est à sa vingtième saison.
Le 12 septembre 2019, Comedy Central renouvelle la série pour trois saisons supplémentaires, soit jusqu'en 2022.
Le 5 août 2021, elle est renouvelée jusqu'en 2027, soit jusqu'à la saison 30.
La série se compose actuellement de 323 épisodes répartis en 26 saisons.

## Épisodes censurés en France
La saison 14 comprend deux épisodes censurés en France et non traduits en français. Les deux épisodes, 200 et 201, forment un arc narratif à propos de l'apparition du prophète Mahomet, enjeu d'un chantage, et de la recherche de son père réel par Cartman. Bien que le dos du coffret DVD de la saison 14 distribué par TF1 Vidéo indique regrouper l'intégralité de la saison 14, les deux épisodes en question n'y figurent pas.
L'épisode 7 de la saison 19, qui évoque l'État islamique, n'a jamais été diffusé sur la chaîne Game One. L'épisode est toutefois disponible sur le DVD.

## Diffusion
À l’internationale, South Park est diffusé en Inde, en Nouvelle-Zélande, et dans la plupart des pays d'Europe et d'Amérique latine sur des chaînes appartenant à MTV Networks (notamment Comedy Central et MTV), toutes deux filiales de Viacom,.
En France, la série est diffusée à partir du 17 juillet 1998 sur Canal+ jusqu'en 2008, puis en 2002 sur Comédie ! et 2003 sur Jimmy, depuis 2005 sur Game One qui rediffuse régulièrement l'intégralité des saisons, et en 2009 sur NRJ 12. Elle est également diffusée sur MTV France et Comedy Central France. Pour les saisons 19 et 20, les nouvelles saisons sont diffusées le lendemain des US sur MTV en VOST puis à partir de la saison 22 sur Comedy Central. Game One diffuse ensuite les nouvelles saisons en VF.
La diffusion sur NRJ12 s'est avérée plutôt anarchique. En raison de l'horaire de diffusion, en après-midi, la chaîne avait décidé de censurer toutes les scènes qui n'étaient pas assez grand public, rendant les épisodes incompréhensibles. De fait, la diffusion sur NRJ12 s'avèrera assez brève. Au fil des années, le nombre d'épisodes proposés en rediffusion sur Game One s'amenuise également. Si la chaîne continue à proposer les nouveau épisode en  VF (à l'exception de Vache rouquemoute et 200 et 201 jamais diffusés), la chaîne a choisi de ne plus rediffuser certains épisodes parmi les plus polémiques, ou tous ceux qui sont centrés sur une religion, quelle qu'elle soit.
Au Québec, la série est diffusée sur Télétoon depuis janvier 1999 en version française, alors que TQS commence la diffusion d'une version québécoise en septembre 2009 jusqu'à Ztélé commence la diffusion depuis 2017. Cependant la série est déprogrammée de TQS après les cinq premiers épisodes en 2009. En Belgique, la série a été diffusée sur Plug TV.
Depuis le 25 mars 2008, tous les épisodes en anglais sont disponibles légalement en streaming sur le site SouthParkStudios.com. Cependant, depuis le 1er octobre 2008, la partie du site officiel South Park Studios permettant de regarder les épisodes est inaccessible en France, au Danemark, en Norvège, en Suède, en Finlande, au Royaume-Uni, en Australie et en Nouvelle-Zélande. Les Canadiens, quant à eux, peuvent désormais visionner les épisodes originaux complets sur le site de Comedy Central. Depuis septembre 2009, les épisodes sont de nouveau disponibles au Royaume-Uni.

### Vidéo à la demande
Les plateformes de vidéo à la demande Amazon Prime Video et Netflix annoncent en septembre 2019 la disponibilité de South Park dans leur catalogue dès le mois d'octobre. Les 23 premières saisons pour Prime Video, tandis que Netflix propose les saisons 16 à 22
En mars 2022 il a été annoncé que South Park serait retiré des services de SVOD Netflix (le 26 mars) et Prime Vidéo. (le 1 avril)
Le 8 février 2021 la plateforme de streaming gratuite Pluto TV arrive en France avec dans son catalogue South Park de la saison 1 à 23 en version française uniquement et sans sous titres,
Lors de la mise en ligne sur Netflix, il est remarqué que certains épisodes manquent et ceux disponibles ont été « renommés » pour reprendre un ordre chronologique sans faire apparaître explicitement les épisodes manquants. Ainsi l’épisode 3 de la saison 15 est devenu « épisode 2 », l’épisode 5 « épisode 3 », etc. Alors que l'annonce de la diffusion de la série était largement attendue chez les fans français, après notamment les retards de doublage des dernières saisons, cette offre incomplète a suscité la déception. Interpellé sur Twitter et accusé de censure, Netflix se dédouane en mettant en cause dans un premier temps le CSA et les dispositions légales auxquelles la plateforme est soumise,,. Sur le site officiel du CSA, aucune décision formelle n’est mentionnée au sujet de la série américaine. Seule une “mise en garde” publiée le 25 juillet 2007 fait état d’une sous-classification à la suite de la diffusion des épisodes L'Engin et Tsst !, qui auraient dû être déconseillés aux moins de 12 ans plutôt que 10. Netflix se corrige finalement pour renvoyer la faute sur les ayants droit, Viacom, qui n'auraient pas mis ces épisodes précis à disposition pour la distribution. Les épisodes indisponibles ont finalement été ajoutés sur Netflix le 11 octobre 2019.

## Accueil

### Succès
Au début de South Park, les audiences sont très bonnes pour Comedy Central et l’émission est désormais considérée comme étant en grande partie responsable du succès de la chaîne,.
Le premier épisode, Cartman a une sonde anale, se voit gratifié d'une note de 1,3 sur l'échelle de Nielsen, ce qui équivaut à 980 000 foyers, chiffre élevé pour un programme d'une chaîne câblée aux États-Unis. La série se développe rapidement et plus notamment dans les campus d'universités,. Avec la diffusion du huitième épisode, Le Petit Éthernopien, trois mois après le début de la série, les audiences triplent et South Park devient l'émission la plus fructueuse de l'histoire de Comedy Central. Lorsque le dixième épisode, Damien, est diffusé, celui-ci reçoit la note de 6,3, et l'audience augmente encore de 33 %, ce qui représente dix fois la moyenne d'une émission diffusée sur une chaîne du câble durant un prime time,. Les notes atteignent un nouveau sommet avec le deuxième épisode de la deuxième saison, La mère de Cartman est toujours une folle du cul, l'épisode reçoit un 8,2, ce qui correspond à 6 200 000 foyers, et constitue, à l'époque, le record du programme non sportif le mieux noté sur une chaîne du câble,,. Durant le printemps 1998, huit des dix émissions les mieux notées du câble sont des épisodes de South Park.
Devenant l'une des chaînes du câble à plus forte croissance, le succès de South Park incite les entreprises de câblodistribution à diffuser Comedy Central. Le nombre de foyers recevant Comedy Central bondit, passant de 9,1 millions en 1997 à 50 millions en juin 1998. Au début de l'émission, une publicité de 30 secondes rapporte alors en moyenne 7 500 dollars. Une année après, ce chiffre passe à 40 000 dollars pour sa deuxième saison, allant jusqu'à 80 000 dollars. Pour la troisième saison diffusée en 1999, les notes de la série commencent à diminuer. Le premier épisode attire 3,4 millions de foyers, soit 5,5 millions de moins que pour la deuxième saison. Stone et Parker attribuent cette baisse au battage médiatique ayant entouré l'émission lors de l'année précédente, en ajoutant que les audiences de la troisième saison sont le reflet des seuls vrais fans. L'audience augmente lors de la quatrième saison diffusée en 2000, avec une moyenne de 1,5 million de foyers. Elle continue sa progression, avec une moyenne de trois millions de téléspectateurs par épisode entre la cinquième et la neuvième saison. Bien que ces résultats soient inférieurs à ceux de l'apogée de la popularité des premières saisons, South Park reste l'une des séries les plus regardées sur Comedy Central.
En France, la chaîne Game One, qui diffuse la série, connaît ses plus forts taux d'audience à chaque nouvelle diffusion.

### Controverses
La série fait plusieurs fois face à diverses controverses. Elle aborde des sujets pouvant être considérés comme tabous, allant de l'utilisation de la vulgarité, à la satire de sujets tels que la religion, la sexualité ou encore la politique. Lorsque la série gagne en popularité, beaucoup d'écoles interdisent les t-shirts « South Park »,, tandis que plusieurs comités de parents au Royaume-Uni se disent préoccupés lorsque des enfants de huit et neuf ans élisent Eric Cartman comme leur personnalité préférée dans un sondage réalisé en 1999. Parker et Stone affirment que la série n'est pas destinée aux jeunes enfants, les épisodes sont d'ailleurs évalués TV-MA aux États-Unis, donc réservés à un public averti.
Le conservateur chrétien Leo Brent Bozell III, créateur du Parents Television Council, et Peggy Charren, créatrice d'Action for Children's Television, condamnent tous deux l'émission, la qualifiant de « dangereuse pour la démocratie,,,. ». De nombreuses associations protestent contre l'utilisation de Jésus-Christ comme personnage de la série,,. Lors de la diffusion de l'épisode Y'en a dans le ventilo en 2001, le terme shit (ou « merde », en français) est utilisé à 162 reprises sans être censuré. Quelques jours plus tard, près de 5 000 courriels de désapprobation sont envoyés à Comedy Central. Dans l'épisode Avec nos excuses à Jesse Jackson diffusé en 2007, l'utilisation du terme raciste nigger (« négro », en français) suscite une controverse relativement faible dans la communauté afro-américaine alors que la NAACP accueille bien l'épisode,.
Parmi les polémiques les plus importantes, l'épisode Bloody Mary, diffusé en 2005 et lors duquel la Vierge Marie a ses règles, entraîne la colère de la communauté catholique. La représentation de Steve Irwin avec une raie coincée dans son torse dans l'épisode L'Enfer sur Terre 2006, mort dans ces conditions deux mois avant la diffusion, provoque également la controverse,. La représentation de Mahomet est entièrement censurée par Comedy Central à la suite des menaces de mouvements islamistes dans Cartoon Wars II, un épisode en réaction aux caricatures de Mahomet au Danemark.

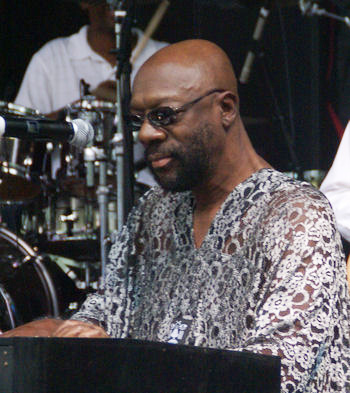
Isaac Hayes quitte la série après la diffusion de l'épisode Piégé dans le placard.

Dans l'épisode Piégé dans le placard, la Scientologie est qualifiée d'« énorme escroquerie mondiale », et des informations que l'Église de Scientologie révèle normalement seulement aux membres qui font d'importantes contributions monétaires à l'église y sont divulguées. L'épisode parodie aussi de manière ambiguë les rumeurs concernant l'orientation sexuelle de l'acteur scientologue Tom Cruise, qui aurait exigé l'annulation de sa rediffusion,. Isaac Hayes, qui double la voix de Chef, étant lui-même scientologue, quitte la série quelque temps après en déclarant qu'« il y a un temps pour la satire mais il y a aussi un moment où la satire s’arrête et où commence l'intolérance. » Cependant, dans une interview au média Cracked en juillet 2025, son fils Isaac Hayes III revient sur ces affirmations. Il précise que son père, en raison de problèmes de santé, n’a jamais pu s’exprimer publiquement et qu’il n’a pas quitté la série de son plein gré. Il aurait été contraint de s’en retirer en raison de la maladie, ainsi que sous la pression de personnes peu soucieuses de ses intérêts.
Les épisodes 200 et 201 diffusés en 2010 sont plongés dans une polémique concernant la représentation du prophète de l'islam, Mahomet. Le site internet de l'organisation Revolution Muslim, un groupe islamiste basé à New York, poste un message comprenant une mise en garde aux créateurs, Parker et Stone, en indiquant qu'ils « pourraient finir comme Theo van Gogh en diffusant l'épisode », tout en divulguant les adresses des bureaux de Comedy Central, ainsi que celles de Matt Stone et Trey Parker. Theo van Gogh a été assassiné par un extrémiste islamiste en 2004 pour avoir réalisé un documentaire sur la violence envers les femmes dans les sociétés islamiques. L'auteur du message, Zachary Adam Chesser (qui préfère être appelé sous son nom islamique, Abu Talhah al Amrikee), assure cependant qu'il s'agissait davantage d'un avertissement que d'une menace,. Le message est cependant interprété comme une menace par une grande partie des médias. Un soutien à l'épisode vient sous la forme d'un mouvement ayant commencé sur Facebook, Everybody Draw Mohammed Day!, encourageant à dessiner le prophète de l'islam le 20 mai.
On notera que l'épisode 3 de la cinquième saison, Les Super Meilleurs Potes, sorti en 2001, représente une caricature de Mahomet, mais à l'époque aucune controverse n'a eu lieu au sujet de cet épisode.

### Distinctions
South Park remporte un CableACE Award pour la meilleure série animée en 1997. En 1998, South Park est nommé pour l'Annie Award de la meilleure production animée pour la télévision en primetime. La même année la série est également nommée aux GLAAD Media Awards pour l'épisode Une promenade complètement folle avec Al Super Gay.
South Park est nommé pour l'Emmy Award du meilleur programme d'animation à quatorze reprises (1998, 2000, 2002, 2004, 2005, 2006, 2007, 2009, 2010, 2013, 2014 et 2015) et le remporte à cinq reprises avec Potes pour la vie en 2005, Make Love, Not Warcraft en 2007, la Trilogie Imaginationland en 2008 (sous le titre de l'Emmy Award de la meilleure série animée de plus d'une heure), Margaritaville en 2009 et Toujours plus bas en 2012.
South Park est nommé lors de la 72e cérémonie des Oscars pour la chanson du film South Park: Bigger, Longer and Uncut: Blame Canada dans la catégorie « Meilleure musique originale ». Les créateurs de la série, Trey Parker et Matt Stone, se présentent en robe et maquillés à outrance, avec pour défi de répondre totalement à côté de toute question portant sur leurs robes, en parlant de la « magie de la cérémonie » à la place. Ils auraient abandonné à la dernière minute l'ajout de farine sous leurs narines dans la limousine qui les déposait devant la cérémonie.

## Médias

### Film
En 1999, moins de deux ans après le début de la série, un long métrage est réalisé. Le film, qui est une comédie musicale, est réalisé par Parker, qui a coécrit le script avec Stone et Pam Brady. Le film est bien reçu par les critiques et génère 83 millions de dollars dans le monde. Le film entre dans le Livre Guinness des records en 2000 comme film d'animation contenant le plus de vulgarités, avec 399 injures et 128 gestes incorrects. La chanson Blame Canada, de la bande originale du film, permet à Parker et Marc Shaiman une nomination aux Oscars dans la catégorie « Meilleure chanson originale ».

### Téléfilms
Le 5 août 2021, Comedy Central annonce que quatorze téléfilms seront produits exclusivement pour la plateforme Paramount+,,.
Le premier des quatorze téléfilms, South Park: Post Covid, est prévu pour le 25 novembre 2021, un deuxième est prévu pour le 16 décembre 2021,, intitulé South Park: Post Covid: The Return of Covid.
| No | Titre français                                   | Titre original                              | Première diffusion |
| -- | ------------------------------------------------ | ------------------------------------------- | ------------------ |
| 1  | South Park : Post COVID                          | South Park: Post COVID                      | 25 novembre 2021   |
| 2  | South Park : Post COVID, le retour du COVID      | South Park: Post COVID: The Return of COVID | 16 décembre 2021   |
| 3  | South Park : The Streaming Wars                  | South Park: The Streaming Wars              | 1 juin 2022        |
| 4  | South Park : The Streaming Wars, deuxième partie | South Park: The Streaming Wars, Part 2      | 13 juillet 2022    |
| 5  | South Park: Joining the Panderverse              | South Park: Joining the Panderverse,        | 27 octobre 2023    |
| 6  | South Park (Ne convient pas aux enfants)         | South Park: Not suitable for children       | 20 décembre 2023   |
| 7  | South Park : La Fin de l'Obésité                 | South Park: The End of Obesity              | 24 mai 2024        |

### Albums
Chef Aid: The South Park Album, sorti en 1998, est une compilation de musiques provenant de la série avec les voix des personnages de la série et des artistes,, tandis que Mr. Hankey's Christmas Classics est une compilation des musiques de l'épisode Les Chants de Noël de Monsieur Hankey (saison 3, 1999) contenant principalement des chants de Noël, la même année que la bande originale de South Park, le film,. Le single Chocolate Salty Balls, issu de l'album Chef Aid: The South Park Album, arrive numéro 1 au hit-parade au Royaume-Uni.

### Courts-métrages
En hommage au sketch Le Perroquet mort, un court-métrage mettant en scène Cartman tentant de revendre Kenny, mort, à une boutique. L'épisode est diffusé sur la BBC, en 1999, à l'occasion du 30e anniversaire de Monty Python's Flying Circus. South Park parodie la scientologie dans un court-métrage diffusé à l'occasion des MTV Movie Awards de 2000. Le film, intitulé The Gauntlet (Le Gant), se moque de John Travolta. Les quatre personnages principaux se retrouvent dans le documentaire The Aristocrats, écoutant Cartman raconter sa version de la blague sur laquelle le film repose. Un clip de Cartman introduisant la formation de l'équipe de football américain, les Colorado Buffaloes, est diffusé sur ESPN on ABC en 2007 pour un match contre les Cornhuskers du Nebraska. En 2008, Parker, en tant que Cartman, répond à un questionnaire de Proust mené par Julie Rovner de la NPR. Le Snakes & Arrows Tour de Rush en 2007 utilise une intro avec Cartman, Stan, Kyle, et Kenny interprétant Tom Sawyer.

### Jeux vidéo
Trois jeux vidéo sur South Park sont développés par Acclaim Entertainment. Un FPS South Park sort en 1998 sur PC, Nintendo 64, et PlayStation. suivi par South Park: Chef's Luv Shack, un party game avec des quiz et des mini-jeux, en 1999 sur Dreamcast, PlayStation, Nintendo 64, et PC. En 2000, South Park Rally, un jeu de course, sort sur Dreamcast, PlayStation, Nintendo 64, et PC. Parker et Stone ne sont pas impliqués dans le développement de ces jeux, si ce n'est le doublage, ils critiquent publiquement Acclaim pour la qualité finale de ces titres sous licence South Park,.
Quelques années plus tard, un groupe appelé South Park Digital Studios est créé. il travaille sur de nouveaux jeux South Park, dans lesquels les créateurs de la série seraient impliqués. Le premier jeu est South Park Let's Go Tower Defense Play!, un tower defense développé par Doublesix, sorti en 2009 sur le Xbox Live Arcade, de la Xbox 360. Un autre jeu sort en 2012 sur Xbox, South Park: Tenorman Revenge, un jeu de plates-formes.
South Park: Le Bâton de la vérité, un jeu vidéo de rôle écrit par Parker et Stone, sort le 4 mars 2014 en Amérique du Nord et le 6 mars 2014 en Europe, sur Xbox 360, PlayStation 3 et Microsoft Windows. Le jeu est un énorme succès critique, les joueurs et journalistes saluant l’humour, sa fidélité à la série d'origine et son système de combat. Un jeu semblable dans son gameplay, faisant suite directe avec Le Bâton de la Vérité et par l'implication des créateurs de la série, South Park : L'Annale du Destin sorti le 17 octobre 2017 sur Windows, PlayStation 4 et Xbox One.

## DVD
La série est éditée par TF1 Vidéo, le film est édité par Warner Home Video.